# Planetsystemets nomenklatur
Planetsystemets nomenklatur er for objekter i planetsystemet en benyttet nomenklatur, som har til formål entydigt at identificere formationer på overfladen af en planet, måne eller asteroide, så formationerne let kan lokaliseres, beskrives og diskuteres. Siden opfindelsen af kikkerten har astronomer navngivet de overfladetræk, de har registreret, især på Månen og Mars. I 1919 blev Den Internationale Astronomiske Union (IAU) grundlagt, blandt andet for at udpege og standardisere navne for formationer på solsystemets objekter. 

## Hvordan navne godkendes af IAU
Når der først opnås billeder af overfladen af en planet eller måne, vælges et tema for navngivning af formationer, og nogle få vigtige formationer navngives, normalt af medlemmer af den relevante arbejdsgruppe under IAU. Efterhånden som billeder og kort i højere opløsning bliver tilgængelige, navngives yderligere formationer efter anmodning fra de forskere, der kortlægger eller beskriver bestemte overflader, albedo-markeringer eller geologiske formationer. Enhver kan foreslå, at et bestemt navn overvejes af en arbejdsgruppe. Hvis medlemmerne af gruppen er enige om, at navnet er passende, kan det bringes i anvendelse, når der foreligger en anmodning fra et medlem af det videnskabelige samfund om et navn på en bestemt formation. Navne, der godkendes af en arbejdsgruppe, sendes til IAUs Working Group for Planetary System Nomenclature (WGPSN). Efter godkendelse af WGPSN anses navnene for officielle og kan anvendes på kort og i publikationer. Desuden opføres de i Gazetteer of Planetary Nomenclature 

## Regler og konventioner vedtaget af IAU
Navne vedtaget af IAU skal følge forskellige regler og konventioner, som gennem årene er blevet vedtaget etableret og ændret af Unionen. Disse omfatter: 
1. Nomenklatur er et værktøj, og den bør først og fremmest være enkel, klar og utvetydig.
2. Generelt vil officielle navne ikke blive givet til formationer, hvis største udstrækning er mindre end 100 meter, selvom der kan gøres undtagelser for mindre formationer med ekstraordinær videnskabelig interesse.
3. Antallet af navne, der vælges for hvert himmellegeme, bør holdes på et minimum. Formationer bør kun navngives, når de har særlig videnskabelig interesse, og når navngivningen af sådanne træk er nyttig for de videnskabelige og kartografiske samfund som helhed.
4. Gentagelser af det samme navn på to eller flere himmellegemer og af samme navn for måner og småplaneter frarådes. Duplikationer kan tillades, når navne er særligt passende, og risikoen for forveksling er meget lille.
5. Individuelle navne, der vælges for hvert himmellegeme skal udtrykkes på oprindelsessproget. Translitteration fra forskellige alfabeter bør gives, men der vil ikke blive givet nogen oversættelse fra et sprog til et andet.
6. Hvor det er muligt, bør de temaer, der er etableret i den tidlige nomenklatur for planetsystemets legemer, bruges og udvides.
7. Planetsystemets nomenklatur bør være international i sit valg af navne. Anbefalinger indsendt til IAUs nationale kommitéer vil blive overvejet, men den endelige udvælgelse af navnene er den Internationale Astronomiske Unions ansvar. Hvor det er relevant, støtter WGPSN kraftigt et ligeligt udvalg af navne fra etniske grupper, lande og køn på hvert kort; dog er en højere procentdel af navne fra det land, der planlægger en landing, tilladt på kort over landingspladser.
8. Ingen navne med politisk, militær eller (moderne) religiøs betydning må anvendes, undtagen navne på politiske personer fra før det 19. århundrede.
9. Navngivning på planetsystemets kloder til minde om personer bør normalt ikke være et mål i sig selv, men kan anvendes under særlige omstændigheder og er forbeholdt personer af høj og varig international status. Personer, der bliver hædret, skal have været døde i mindst tre år.
10. Når mere end én stavemåde af et navn eksisterer, bør den stavemåde, personen foretrækker, eller bruges i en autoritativ reference, anvendes. Diakritiske tegn, der indgår i et navn vil blive medtaget.
11. Nomenklatur for ringe og gab mellem ringe samt navne til nyopdagede måner er udviklet i fælles overvejelser mellem WGPSN og IAU Commission 20. Navne vil ikke blive tildelt måner, før deres baneelementer er rimeligt velbestemte, eller bestemte træk er blevet identificeret på dem.
12. Tilgængelige og autoritative kilder, herunder internetkilder, er påkrævet for vedtagne navne. Wikipedia er ikke tilstrækkelig som kilde, men kan være nyttig til at identificere passende kilder.

Ud over disse generelle regler udvikler hver arbejdsgruppe yderligere vedtægter ved at formulere en interessant og meningsfuld nomenklatur for individuelle legemer i planetsystemet.

## Navnevedtægter
Navne på alle planetformationer inkluderer et beskrivende udtryk med undtagelse af to typer. For kratere er det beskrivende udtryk implicit. Nogle formationer, der er navngivet på Io og Triton, har ikke et beskrivende udtryk, fordi de geologisk er under forandring.
Generelt forbliver navnekonventionen for en formationstype den samme uanset dens størrelse. Undtagelser fra denne regel er dale og kratere på Mars og Venus; her varierer konventioner for navngivning alt efter formationens størrelse.
En formationsklassifikation, regio, blev oprindeligt brugt på tidlige kort over Månen og Merkur (tegnet efter iagttagelse gennem kikkert) til at beskrive vage albedo-træk. Det bruges nu til at afgrænse en bred geografisk region.
Navngivne formationer på legemer, der er så små, at deres koordinater endnu ikke er fastlagt, bliver identificeret på tegninger af legemet, som medtages i det bind af IAU Transactions, der dækker det år, hvor navnene blev vedtaget. Ringe og gab mellem ringe bliver opkaldt efter videnskabsmænd, der har studeret disse formationer; tegninger, der viser disse navne, bliver ligeledes medtaget i det relevante Transactions-bind. Navne på atmosfæriske fænomener (for eksempel Saturns nordpolshexagon) er uformelle i øjeblikket; et formelt system vil blive valgt i fremtiden.
Grænserne for mange store formationer (såsom terrae, regiones, planitiae og plana) er ikke tydeligt afgrænset topografisk eller geomorfisk; koordinaterne for disse formationer fastlægges ud fra et vilkårligt valgt midtpunkt. Grænser (og dermed koordinater) vil kunne bestemmes mere præcist ud fra geokemiske og geofysiske data opnået gennem fremtidige missioner.
Under aktive missioner får små overfladeelementer ofte uformelle navne. Disse kan omfatte landingssteder, rumfartøjers nedslagssteder og små topografiske træk, såsom kratere, bakker og klipper. Sådanne navne vil ikke blive givet officiel status af IAU, undtagen som fastsat i regel 2 ovenfor. Hvad angår de større objekter, skal officielle navne for sådanne små formationer være i overensstemmelse med IAUs etablerede regler og kategorier.

## Liste over anvendte navne på formationer
I første kolonne angives, såfremt relevant, formationens betegnelse i ental og flertal. Bogstavet "c" udtales som "k", endelsen "ae" som "æ".
| Formation                 | Beskrivelse | Betegnelse |
| ------------------------- | --- | ---------- |
| Albedoområde              | Et område, som er markant lysere eller mørkere end sine omgivelser på grund af forskel i albedo. | AL         |
| Arcus, arcūs              | Bueformet formation. | AR         |
| Astrum, astra             | Struktur med et radialt mønster på Venus. | AS         |
| Catena, catenae           | Kæde af kratere, for eksempel Enki Catena. | CA         |
| Cavus, cavi               | Hulning, fordybning med uregelmæssige stejle sider, optræder som oftest i grupper. | CB         |
| Chaos                     | Et markant område med mange brud op opkastet materiale, for eksempel Iani Chaos. | CH         |
| Chasma, chasmata          | Dyb, lang slugt, for eksempel Eos Chasma. | CM         |
| Collis, colles            | En lille høj eller knude. | CO         |
| Corona, coronae           | Flad oval eller cirkulær struktur. Anvendes kun på Venus og Miranda. | CR         |
| Crater, cratera           | En cirkelformet fordybning, oftest dannet ved et nedslag. | AA         |
| Dorsum, dorsa             | Rynket højdedrag, for eksempel Dorsum Buckland. | DO         |
| Eruptivt center           | En aktiv vulkan på Io. | ER         |
| Facula, faculae           | Lys plet. | FA         |
| Farrum, farra             | Pandekagelignende struktur eller en række af sådanne. Anvendes kun på Venus. | FR         |
| Flexus, flexūs            | Meget langt kurvet højdedrag med et sinus-formet forløb. | FE         |
| Fluctus, fluctūs          | Terræn over hvilket der er strømmet en væske. Anvendes på Venus, Io, Titan og Mars. | FL         |
| Flumen, flumina           | Kanal på Titan som indeholder eller har indeholdt en væske. | FM         |
| Fossa, fossae             | Lang, smal, flad fordybning. | FO         |
| Fretum, freta             | Væskefyldt stræde, som forbinder to større væskefyldte områder. Benyttes kun på Titan. | FT         |
| Insula, insulae           | Ø (eller øgruppe), et isoleret landområde (eller flere) omgivet eller næsten omgivet af væske (hav eller sø). Benyttes kun på Titan. | IN         |
| Labes, labēs              | Klippeblokke dannet ved jordskred. Anvendes kun på Mars og (1) Ceres. | LA         |
| Labyrinthus, labyrinthi   | Kompleks af dale og højderygge, som skærer hinanden. | LB         |
| Lacuna, lacunae           | Uregelmæssigt formet sænkning, som kunne være en udtørret søbund. Anvendes kun på Titan. | LU         |
| Lacus, lacūs              | På Månen og Mars: Et sølignende område eller lille slette. På Titan: Enten et mørkt område, som menes at være flydende hydrocarboner, eller en lille, mørk, skarpt afgrænset slette. | LC         |
| Landingssted              | Formation på Månen nær landingssteder for Apollo-missionerne. | LF         |
| Lenticula, lenticulae     | Lille mørk plet på Europa. | LE         |
| Linea, lineae             | Langstrakt mørk eller lys markering, kan være kurvet eller ret. | LI         |
| Lingula, lingulae         | Forlængelse af et plateau, hvis begrænsning har har form af en øreflig eller en tunge. | LN         |
| Macula, maculae           | Mørk plet, der kan have en uregelmæssig form. | MA         |
| Mare, maria               | Et havlignende område. På Månen: En udstrakt, relativt jævn slette med lav albedo bestående af størknet lava, for eksempel Mare Imbrium. På Titan: Udstrakt område af mørkt materiale, som menes at være flydende hydrocarboner, for eksempel Ligeia Mare. Flertalsformen udtales med tryk på første stavelse: "MA-ria". | ME         |
| Mensa, mensae             | En forhøjning med flad top og stejle skråninger, altså et taffelbjerg. | MN         |
| Mons, montes              | Mons refererer til et bjerg, montes til en bjergkæde. | MO         |
| Oceanus                   | Meget udstrakt mørkt område. Der findes kun én formation med denne betegnelse, nemlig Oceanus Procellarum på Månen. | OC         |
| Palus, paludes            | Egentlig "sump", en lille slette. Benyttes på Månen og på Mars. | PA         |
| Patera, paterae           | Uregelmæssigt krater eller krater med bølget rand, for eksempel Ah Peku Patera. Anvendes normalt for en skålformet fordybning på toppen af en vulkan. | PE         |
| Planitia, planitiae       | Lavtliggende, udstrakt slette, for eksempel Amazonis Planitia på Mars. | PL         |
| Planum, plana             | Et plateau eller en højtliggende slette, for eksempel Planum Boreum ved Mars' nordpol. | PM         |
| Plume, plumes             | En kryovulkansk formation på Triton. Udtrykket er endnu ikke i brug. | PU         |
| Promontorium, promontoria | "Forbjerg". Benyttes kun på Månen. | PR         |
| Regio, regiones           | Stort område hvis albedo eller farve adskiller sig fra de omkringliggende områder eller blot betegnelse for et større geografisk område. | RE         |
| Reticulum, reticula       | Netformet område på Venus | RT         |
| Rima, rimae               | Brudlinje. Anvendes kun på Månen og (21) Lutetia. | RI         |
| Rupes                     | Brat skråning | RU         |
| Saxum, saxa               | Stor sten eller klippe. | SA         |
| Satellitformation         | En formation, som deler navn med en større naboformation, for eksempel månekrateret Hertzsprung D. | SF         |
| Scopulus, scopuli         | Bugtet eller ujævn skråning. | SC         |
| Serpens, serpentes        | Slangeformet formation hvis dele skifter mellem et positivt og et negativt relief | SE         |
| Sinus, sinūs              | Egentlig "bugt". En lille slette på Månen eller Mars, for eksempel Sinus Meridiani. På Titan en bugt i et hav eller en sø. | SI         |
| Stor ringformet struktur  | Kryptisk ringformet struktur | LG         |
| Sulcus, sulci             | Subparallele furer eller højderygge. | SU         |
| Terra, terrae             | Udstrakt landområde, for eksempel Arabia Terra på Mars eller Aphrodite Terra på Venus. | TA         |
| Tessera, tesserae         | Et område med et fliselignende, polygonformet terræn. Udtrykket anvendes kun på Venus. | TE         |
| Tholus, tholi             | Lille kuppelformet bjerg eller forhøjning, for eksempel vulkanen Hecates Tholus på Mars. | TH         |
| Undae, undae              | Et område med klitter. Begrebet benyttes på Venus, Mars og Titan. | UN         |
| Vallis, valles            | Dal, for eksempel Valles Marineris på Mars. | VA         |
| Vastitas, vastitates      | Udstrakt slette. Den eneste formation med denne betegnelse er Vastitas Borealis på Mars. | VS         |
| Virga, virgae             | En farvet stribe. Betegnelsen anvendes kun på Titan. | VI         |

## Kategorier til navngivning af formationer på planeter, måner og småplaneter
De følgende underafsnit viser anvendelse af navnereglerne for relevante kloder i planetsystemet. Indgange under "Aktuel liste" indeholder links til tabeller på engelsk Wikipedia. Disse tabeller er opbygget fra data på IAUs https://planetarynames.wr.usgs.gov/

### Merkur
| Formationstype | Aktuel liste | Navnekonvention |
| -------------- | ------------ | --- |
| Catenae        | Liste        | Radioteleskoper, enkelte eller forbundne.                                                                                          |
| Cratera        | Liste        | Berømte afdøde kunstnere, musikere, malere, forfattere                                                                             |
| Dorsa          | Liste        | Astronomer, som har gennemført detaljerede undersøgelser af planeten                                                               |
| Facula         | Liste        | Ordet 'slange' på forskellige sprog                                                                                                |
| Fossae         | Liste        | Væsentlige arkitektoniske bygningsværker                                                                                           |
| Montes         | Liste        | Ord for "varme" på forskellige sprog. Kun én bjergkæde er i øjeblikket navngivet: Caloris Montes, fra det latinske ord for "varme" |
| Planitiae      | Liste        | Navne på Merkur (enten planet eller gud) på forskellige sprog. Der findes to undtagelser.                                          |
| Rupēs          | Liste        | Opdagelsesskibe eller videnskabelige ekspeditioner                                                                                 |
| Valles         | Liste        | Forladte byer, byer eller bygder fra oldtiden                                                                                      |

### Venus
Alle på nær tre formationer på Venus er opkaldt efter kvindelige personer (gudinder og historiske eller mytologiske kvinder). De tre undtagelser blev navngivet før konventionen blev vedtaget, nemlig henholdsvis Alpha Regio, Beta Regio og Maxwell Montes, som er opkaldt efter James Clerk Maxwell .
| formationstype | Aktuel liste | Navnevedtægt |
| -------------- | ------------ | --- |
| Astra          | Ingen        | Diverse gudinder                                                                                                   |
| Chasmata       | Liste        | Jagtens gudinder; månegudinder                                                                                     |
| Colles         | Liste        | Havgudinder |
| Coronae        | Liste        | Frugtbarheds- og jordgudinder                                                                                      |
| Cratera        | Liste        | Over 20 km: kendte kvinder; under 20 km: almindelige kvindelige fornavne                                           |
| Dorsa          | Liste        | Himmelgudinder |
| Farra          | Liste        | Vandgudinder |
| Fluctūs        | Liste        | Diverse gudinder                                                                                                   |
| Fossae         | Liste        | Krigsgudinder |
| Labyrinthi     | Liste        | Diverse gudinder                                                                                                   |
| Lineae         | Liste        | Krigsgudinder |
| Montes         | Liste        | Diverse gudinder, også en radarforsker                                                                             |
| Paterae        | Liste        | Berømte kvinder |
| Planitiae      | Liste        | Mytologiske heltinder                                                                                              |
| Plana          | Liste        | Gudinder for velstand                                                                                              |
| Regioner       | Liste        | Kæmpekinder og Titanesser (også to græske alfanumeriske)                                                           |
| Rupēs          | Liste        | Gudinder for ildsted og hjem                                                                                       |
| Terrae         | Liste        | Kærlighedsgudinder                                                                                                 |
| Tesserae       | Liste        | Skæbne- og lykkegudinder                                                                                           |
| Tholi          | Liste        | Diverse gudinder                                                                                                   |
| Undae          | Liste        | Ørkengudinder |
| Valles         | Liste        | Ord for planeten Venus på forskellige verdenssprog (400 km og længere); flodgudinder (mindre end 400 km i længden) |

### Månen
| Formationstype               | Navnekonvention |
| ---------------------------- | --- |
| Kratere                      | Kratere er generelt opkaldt efter afdøde videnskabsmænd, lærde, kunstnere og opdagelsesrejsende, der har ydet enestående eller grundlæggende bidrag på deres felt. Derudover er kratere i eller omkring Mare Moscoviense opkaldt efter afdøde russiske kosmonauter, og kratere i og omkring Apollo-krateret er opkaldt efter afdøde amerikanske astronauter (se Rumulykker og hændelser). Denne konvention kan forlænges, hvis andre rumfarende lande kommer ud for dødsfald under rumflyvning. |
| Lacūs, Maria, Paludes, Sinūs | Disse formationer tildeles navne, som er latinske udtryk, der beskriver vejret og andre abstrakte begreber. |
| Montes                       | Montes er opkaldt efter jordiske bjergkæder eller nærved liggende kratere. |
| Rupēs                        | Rupēs er opkaldt efter nærliggende bjergkæder (se ovenfor). |
| Valles                       | Valles er opkaldt efter nærliggende formationer. |
| Andre                        | Formationer, der ikke falder ind under nogen af ovenstående kategorier, er opkaldt efter kratere i nærheden. |

### Mars og dens måner

#### Mars
| Formationstype    | Navnekonvention |
| ----------------- | --- |
| Store kratere     | Afdøde videnskabsmænd, der har bidraget til undersøgelsen af Mars; forfattere og andre, der har bidraget til historien om Mars                                          |
| Små kratere       | Landsbyer i verden med en befolkning på mindre end 100 000. |
| Store dale        | Navn på Mars/stjerne på forskellige sprog |
| Små dale          | Klassiske eller moderne navne på floder |
| Andre formationer | Fra nærmeste navngivne albedo-træk på Schiaparelli- eller Antoniadi- kort. Se en:Classical albedo features on Mars (klassiske albedo-formationer på Mars) for en liste. |

Når rumsonder er landet på Mars, har enkelte små formationer som klipper, klitter og fordybninger ofte fået uformelle navne. Mange af disse er useriøse: Formationer er blevet opkaldt efter is (såsom Cookies N Cream)); tegneseriefigurer (såsom SvampeBob Firkant og Patrick); og 1970'er musiknumre (såsom ABBA og Bee Gees ). 

#### Deimos
Formationer på Deimos er opkaldt efter forfattere, der skrev om Mars' måner. Der er i øjeblikket to navngivne formationer på Deimos – Swift krater og Voltaire krater – efter Jonathan Swift og Voltaire, der forudsagde tilstedeværelsen af marsmåner.

#### Phobos
Alle formationer på Phobos er opkaldt efter videnskabsmænd, der har været involveret i opdagelsen, dynamikken eller egenskaberne af Mars-månerne eller personer og steder fra Jonathan Swifts Gullivers Rejser .

### Jupitersmåner

#### Amalthea
Personer og steder forbundet med Amalthea-myten

#### Thebe
Formationer på Thebe er opkaldt efter personer og steder, der er forbundet med Thebe-myten. Der er kun én navngivet formation på Thebe, Zethus-krateret.

#### Io
| Formationstype                           | Navnekonvention |
| ---------------------------------------- | --- |
| Aktive eruptivcentre                     | Aktive vulkaner på Io er opkaldt efter ild-, sol- eller tordenguder eller helte.                                                                                  |
| Catenae                                  | Kraterkæder er opkaldt efter solguder . |
| Fluctūs                                  | Navne på fluctūs er afledt af et nærliggende navngivet formationer, ild-, sol-, torden- eller vulkanguder, gudinder og helte eller mytiske smede.                 |
| Mensae, Montes, Plana, Regiones og Tholi | Disse formationer kan være opkaldt efter steder, der er forbundet med Io-mytologien, afledt af nærliggende navngivne formationer, eller steder fra Dantes Inferno |
| Paterae                                  | Paterae på Io er opkaldt efter guder for ild, sol, torden eller vulkaner, helte eller gudinder eller mytiske smede.                                               |
| Valles                                   | Navne på dale er afledt af nærliggende navngivne formationer. |

#### Europa
| Formationstype               | Navnekonvention                     |
| ---------------------------- | ----------------------------------- |
| Chaos                        | Steder forbundet med keltiske myter |
| Cratera                      | Keltiske guder og helte             |
| Flexūs                       | Steder forbundet med Europa-myten   |
| Store ringmærkede strukturer | Keltiske stencirkler                |
| Lenticulae                   | Keltiske guder og helte             |
| Lineae                       | Personer forbundet med Europa-myten |
| Maculae                      | Steder forbundet med Europa-myten   |
| Regiones                     | Steder forbundet med keltiske myter |

#### Ganymede
| Formationstype   | Navnekonvention                                                       |
| ---------------- | --------------------------------------------------------------------- |
| Catenae, cratera | Guder og helte fra gamle , frugtbare halvmånemennesker                |
| Faculae          | Steder forbundet med egyptiske myter                                  |
| Fossae           | Guder (eller principper) af gamle, frugtbare halvmåne-mennesker       |
| Paterae          | Paterae på Ganymede er opkaldt efter wadier i den frugtbare halvmåne. |
| Regiones         | Astronomer, der opdagede jupitermåner                                 |
| Sulci            | Steder forbundet med myter om gamle mennesker                         |

#### Callisto
| Formationstype                | Navnekonvention                         |
| ----------------------------- | --------------------------------------- |
| Store ringformede formationer | Hjem for guder og helte                 |
| Cratera                       | Helte og heltinder fra nordiske myter   |
| Catenae                       | Mytologiske steder på høje breddegrader |

### Saturnsmåner

#### Janus
Personer fra myten om Castor og Pollux (Tvillingerne)

#### Epimetheus
Personer fra myten om Castor og Pollux (Tvillingerne)

#### Mimas
Personer og steder fra Malorys Le Morte d'Arthur- legender ( i Baines-oversættelse)

#### Enceladus
Personer og steder fra Burtons Arabian Nights

#### Tethys
Personer og steder fra Homers Odyssé

#### Dione
Steder fra romersk mytologi, eller personer og steder fra Virgils Æneiden

#### Rhea
Personer og steder fra skabelsesmyter

#### Titan
| Formationstype                    | Navnekonvention |
| --------------------------------- | --- |
| Albedo-formationer, terrae        | Hellige eller fortryllede steder, paradis eller himmelske riger fra legender, myter, historier og digte fra kulturer fra hele verden |
| Colles                            | Navne på karakterer fra Midgård, de fiktive rammer i romaner af den engelske forfatter J. R. R. Tolkien (1892-1973)                  |
| Kratere og ringformede strukturer | Guder og visdomsgudinder |
| Facula og faculae                 | Facula: Navne på øer på Jorden, der ikke er politisk uafhængige, Faculae: Navne på øgrupper                                          |
| Fluctūs                           | Guder og gudinder for skønhed |
| Fluina                            | Navne på mytiske eller imaginære floder                                                                                              |
| Freta                             | Navne på personer fra Foundation- serien af science fiction-romaner af den amerikanske forfatter Isaac Asimov (1920-1992)            |
| Insulae                           | Navne på øer fra sagn og myter |
| Lacūs og lacunae                  | Søer på Jorden, helst med en form, der ligner lacus eller lacuna på Titan                                                            |
| Mare og maria                     | Havdyr fra myter og litteratur |
| Montes                            | Navne på bjerge og tinder fra Midgård, der er den fiktive ramme i romaner af den engelske forfatter J. R. R. Tolkien (1892-1973)     |
| Planitiae og labyrinthi           | Navne på planeter fra Klit -serien af science fiction-romaner af den amerikanske forfatter Frank Herbert (1920-1986)                 |
| Sinūs                             | Navne på bugter, vige, fjorde eller andre bugte på Jorden                                                                            |
| Undae                             | Vindguder og -gudinder |
| Virgae                            | Regnguder og -gudinder |

#### Hyperion
Sol- og måneguder

#### Iapetus
Personer og steder fra Sayers' oversættelse af Chanson de Roland; den eneste undtagelse er Cassini Regio, som er opkaldt efter sin opdager, Giovanni Cassini.

#### Phoebe
| Formationstype | Navnekonvention |
| -------------- | --- |
| Kratere        | Kratere på Phoebe er opkaldt efter personer, der er forbundet med Phoebe eller folk fra Argonautica af Apollonius Rhodius eller Gaius Valerius Flaccus . |
| Øvrige         | Formationer på Phoebe, som ikke er kratere, er opkaldt efter steder fra Argonautica .                                                                    |

### Uranus'måner
Uranus' måner opkaldt efter personer fra William Shakespeares værker.

#### Puck
Drilske ånder

#### Miranda
Personer, væsener og steder fra Shakespeares skuespil

#### Ariel
Luftånder

#### Umbriel
Mørke ånder

#### Titania
Kvindelige Shakespeare-figurer, steder

#### Oberon
Shakespeares tragiske helte og steder

#### Små måner
Der er i øjeblikket ingen navngivne markeringer på Uranus' små måner, men navnekonventionen er heltinder fra skuespil af Shakespeare og Pope.

### Neptunsmåner

#### Proteus
Formationer på Proteus skal opkaldes efter vandrelaterede ånder, guder eller gudinder, som hverken er græske eller romerske. Den eneste navngivne formation på Proteus er krateret Pharos.

#### Triton
Geologiske træk på Triton bør tildeles akvatiske navne, undtagen dem, der er af romersk eller græsk oprindelse. Mulige temaer for individuelle beskrivende udtryk inkluderer verdensomspændende akvatiske ånder, berømte springvand eller steder med springvand, jordiske akvatiske strukturer, berømte jordiske gejsere eller steder med gejser samt øer.

#### Nereid
Der er i øjeblikket ingen navngivne overfladeformationer på Nereid. Når de opdages, vil de blive opkaldt efter individuelle nereider (havnymfer).

#### Små måner
Formationer på andre af Neptuns måner, når de først er blevet opdaget, bør være opkaldt efter guder og gudinder knyttet til Neptun / Poseidon-mytologien eller generiske mytologiske akvatiske væsener.

### Pluto og dens måner
I februar 2017 godkendte IAU følgende emner for overfladeegenskaber på Pluto og dens måner: 

#### Pluto
- Guder, gudinder og andre væsener forbundet med underverdenen fra mytologi, folklore og litteratur.
- Navne på underverdenen og for underverdenens lokaliteter fra mytologi, folklore og litteratur.
- Helte og andre opdagelsesrejsende i underverdenen.
- Videnskabsmænd og ingeniører tilknyttet Pluto og Kuiperbæltet.
- Banebrydende rummissioner og rumfartøjer.
- Historiske pionerer, der krydsede nye horisonter i udforskningen af jorden, havet og himlen.

#### Charon
- Destinationer og milepæle i fiktive universer og anden udforskning.
- Fiktive og mytologiske rumfartøjer og anden udforskning.
- Fiktive og mytologiske rejser, rejsende og opdagelsesrejsende.
- Forfattere og kunstnere med tilknytning til udforskning af rummet, især Pluto og Kuiperbæltet.

#### Nix
- Nattens guder.

#### Hydra
- Legendariske slanger og drager.

#### Kerberos
- Hunde fra litteratur, mytologi og historie.

#### Styx
- Flodguder.

### Asteroider

#### (1) Ceres
| Formationstype | Navnekonvention    |
| -------------- | ------------------ |
| Kratere        | Guder for landbrug |
| Øvrige         | Landbrugsfester    |

#### (4) Vesta
| Formationstype | Navnekonvention |
| -------------- | --- |
| Kratere        | Historiske og mytologiske kvinder fra det antikke Rom (i ét tilfælde Angioletta, en kvindelig astrofysiker fra vor tid, der boede i Rom) |
| Andet          | Festivaler i det gamle Rom |

#### (243) Ida
| Formationstype | Navnekonvention                                    |
| -------------- | -------------------------------------------------- |
| Kratere        | Huler og grotter verden over                       |
| Dorsa          | Galileo-projektets deltagere                       |
| Regiones       | Opdageren af Ida og steder forbundet med opdageren |

#### (243) Ida I Dactyl
| Formationstype | Navnekonvention        |
| -------------- | ---------------------- |
| Kratere        | Daktyler på Idabjerget |

#### (951) Gaspra
| Formationstype | Navnekonvention                                     |
| -------------- | --------------------------------------------------- |
| Kratere        | Kurbade verden over                                 |
| Regiones       | Opdager af Gaspra og deltagere i Galileo-projektet. |

#### (253) Mathilde
| Formationstype | Navnekonvention                      |
| -------------- | ------------------------------------ |
| Kratere        | Kulfelter og kulbassiner verden over |

#### (433) Eros
| Formationstype | Navnekonvention                                                       |
| -------------- | --------------------------------------------------------------------- |
| Kratere        | Mytologiske, litterære og historiske navne på elskere                 |
| Regiones       | Opdagere af Eros                                                      |
| Dorsa          | Forskere, der har bidraget til udforskningen og undersøgelsen af Eros |

### Citater
1. ↑  "History of Planetary Nomenclature". United States Geological Survey. 17. maj 2008.
2. ↑  "How Names Are Approved". United States Geological Survey. International Astronomical Union. Hentet 6. maj 2021.
3. ↑  "Planetary Names: IAU Rules and Conventions", United States Geological Survey, International Astronomical Union, hentet 18. september 2022
4. ↑  Chong, Jia-Rui (9. oktober 2005). "Map of Mars fills up with strange names". Pittsburgh Post-Gazette. Arkiveret fra originalen 4. februar 2012. Hentet 18. april 2008.
5. ↑  "Official Naming of Surface Features on Pluto and its Satellites: First Step Approved". International Astronomical Union. International Astronomical Union. 23. februar 2017. Arkiveret fra originalen 25. februar 2017. Hentet 14. marts 2017.

## Yderligere læsning
- Ronald Greeley; Raymond M. Batson (1990). Planetary Mapping. Cambridge University Press. ISBN 0-521-03373-X.

## Eksterne links
- Gazetteer of Planetary Nomenclature IAU Working Group for Planetary System Nomenclature (WGPSN)
- 'Planetariske navne: Hvordan finder vi på dem?' , Planetary Society -weblogartikel af Rosaly Lopes, IAU WGPSN-medlem
- Medlemmer af WGPSN Arkiveret 21. oktober 2020 hos  Wayback Machine
- Planetariske kort: Visualisering og nomenklatur Cartographica 41/2 2006
- Udvikling af et lokalt toponymsystem på Mars Desert Research Station Cartographica 42/2 2007
- APTN National News interviewer planetkartografen John Koulouris (Esq.) på IAUs officielt vedtagne planetariske nomenklatur for overfladeformationer tilskrevet aboriginernes kulturer, mennesker og steder
- Planetary Atlas of Venus i de hellenske (græske) og engelske sprog med IAU-vedtaget nomenklatur for overfladeformationer fra 1984 oprettet af: John A. Koulouris, (Esq. )